# Kein Frieden
Kein Frieden ist die zweite EP des Rappers Albino. Sie erschien im Februar 2005.

## Gestaltung
Auf dem Cover, das im Stil einer Schallplattenhülle gehalten ist, ist ein unscharfes Foto von Albino zu sehen. Es zeigt seinen Oberkörper von der Seite mit offenem Mund und einem Mikrophon in der Hand und hat einen Braunstich. Links unten steht – jeweils in weißen, „abgekratzten“ Großbuchstaben in drei Zeilen „ALBINO + 12 FINGER DAN“, darunter „KEIN FRIEDEN“ und darunter „PLUS VIDEO AN ALLE“. Das Cover wurde von Barbara Sander angefertigt, die Fotos stammen von Ralph Pache.

## Texte und Musik
Wie alle anderen Veröffentlichungen des Künstlers ist diese EP stilistisch dem Conscious Rap zuzuordnen. Kein Frieden stellt das zentrale Stück auf dem Album dar. Nach Ohne Rechte, das Albino auf seinen beiden ersten Alben Vertuscht & Verschleiert und Vogelfrei in jeweils unterschiedlichen Versionen veröffentlicht hat, stellt dies das zweite Lied des Rappers dar, das sich mit Tierrechten auseinandersetzt. Während der Text von Ohne Rechte noch überwiegend deskriptiv vorgeht, ist der von Kein Frieden deutlich energischer. Der Hörer wird immer wieder aufgefordert, sich zu fragen, ob er den gegenwärtigen Zustand, bei dem Tiere ausgebeutet werden, mit seinem Gewissen vereinbaren kann; ebenso wird nahegelegt, diese Verhältnisse zu ändern. Passagenweise wird implizit dazu aufgerufen, Tierbefreiungen zu begehen.
Kein Frieden ist in insgesamt zwei Versionen auf der EP enthalten; in der sogenannten Mastercut Version und in der 12 Finger Dan Version, die jeweils nach ihren beiden Produzenten benannt wurden. Dazwischen befindet sich das sogenannte Kein Frieden Interlude, das einen von Andi Arbeit gesprochenen Text enthält. Dieser prangert ebenfalls den Umgang von Menschen mit Tieren an. In Form eines „Hidden Track“ ist Kein Frieden am Ende der EP noch als A-Cappella-Version zu hören.
Relationen, das bereits auf Albinos Album Vogelfrei von 2002 erschien, ist in einer Remixversion enthalten. In ihm geht es unter anderem um den von der Polizei ermordeten Carlo Giuliani, der gegen den G8-Gipfel in Genua 2001 demonstriert hatte. Neben dem bereits auf der Originalversion enthaltenen Gastbeitrag von Nemo wurde diese Remixversion um eine von Peryton ergänzte Strophe verlängert.
In Zweifelnde Stimmen und Tankstelle werden Selbstreflexionen thematisiert. Ersteres dient der Vorstellung der Rapgruppe Conchez, daher der Vermerk „Introd.“

## Extras
Auf der EP ist zudem das Video zu An Alle, das auf Vogelfrei veröffentlicht wurde, enthalten, ebenso das Video Reality TV, das als musikalische Untermalung die ebenfalls auf Vogelfrei befindliche Remixversion benutzt. Reality TV zeigt, wie Tiere für menschlichen Nutzen misshandelt und getötet werden.